# Білоруський державний педагогічний університет імені Максима Танка
Білоруський державний педагогічний університет імені Максима Танка (БДПУ) (колишня назва:Мінський державний педагогічний інститут імені М. Горького (МДПІ) - як єдиний навчально-методичний комплекс є найбільшим центром науки, культури та педагогічної освіти Республіки Білорусь. На 14 факультетах денної, заочної та вечірньої форми навчання здійснюється підготовка педагогічних кадрів за 70 спеціальностями та спеціалізаціями.
Будучи базовим вишем педагогічного профілю, БДПУ координує навчально-методичну роботу вишів і коледжів Республіки, що ведуть підготовку педагогічних кадрів. Викладачами університету розроблено 100 нових освітніх стандартів, 100 нових базових навчальних планів.
БДПУ як частина системи безперервної педагогічної освіти здійснює через магістратуру, аспірантуру і докторантуру підготовку науково-педагогічних кадрів, підвищення кваліфікації, підготовку та перепідготовку фахівців гуманітарного, загальноосвітнього, психолого-педагогічного та спеціального профілів. В університеті функціонують 4 ради по захисту докторських і кандидатських дисертацій, активно ведеться науково-дослідна робота викладачів і студентів за пріоритетними напрямами розвитку наукових досліджень в Республіці Білорусь.

## Історія
22 червня 1914 - міністр народної освіти Російської імперії підписує Указ про відкриття Мінського вчительського інституту.
21 листопада 1914 - урочисте відкриття Мінського вчительського інституту. В урочистостях взяли участь директор інституту Дмитро Антонович Степура, губернатор О. Гірс, віце-губернатор М.С. Ченикаєв, начальник Мінського військового округу барон Євген Олександрович Рауш фон Траубенберг, єпископ Мінський і Туровський Митрофан та єпископ Слуцький Феофілакт.
Травень 1918 - відповідно до рішення Всеросійського з'їзду делегатів вчительських інститутів Мінський учительський інститут перетворено у вищий педагогічний навчальний заклад з чотирирічні терміном навчання.
1920-1921 рр.. - У результаті реформування вчительських інститутів створюється новий тип педагогічного навчального закладу - інститут народної освіти, в якому передбачалася підготовка не тільки вчителів, а й дошкільних та позашкільних працівників. Вчительський інститут отримує нову назву - Мінський інститут народної освіти.
23 вересня 1921 - Мінський інститут народної освіти перетворюється на педагогічний факультет БДУ.
В 1931 році був виділений в самостійний педагогічний інститут. В 1948 році зі складу інституту виділено Мінський державний педагогічний інститут іноземних мов.

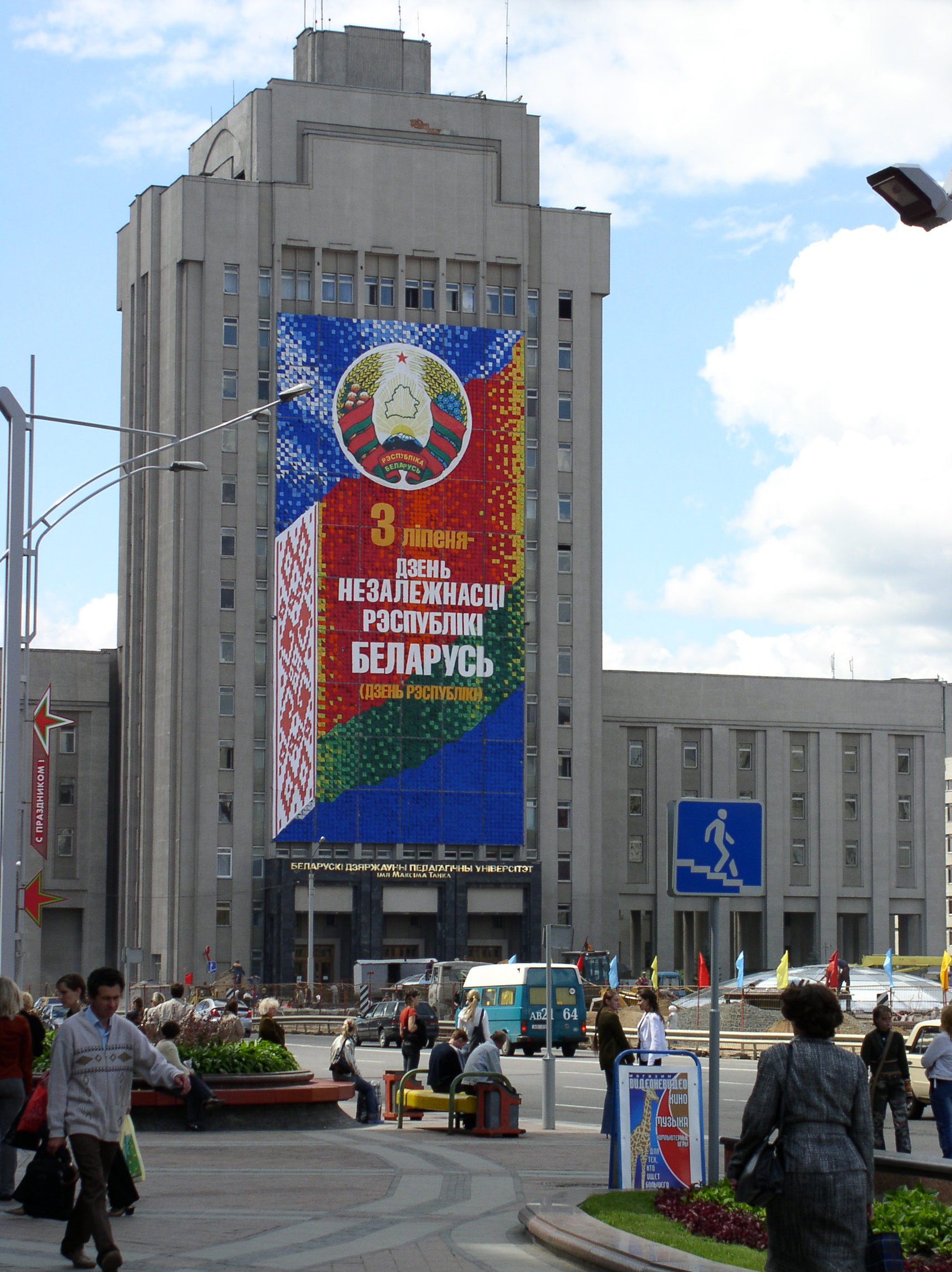

## Факультети
1. Історичний факультет
2. Математичний факультет
3. Факультет білоруської філології та культури
4. Факультет до університетської підготовки
5. Факультет дошкільної освіти
6. Факультет природознавства
7. Факультет початкової освіти
8. Факультет психології
9. Філологічний факультет
10. Факультет соціально-педагогічних технологій
11. Факультет спеціальної освіти
12. Факультет фізичного виховання
13. Фізичний факультет
14. Факультет естетичного виховання

## Координати
- Сайт: http://bspu.unibel.by/ [Архівовано 25 серпня 2010 у Wayback Machine.]

- Адреса: м. Мінськ вул. Радянська 18